# Gregg Allman
Gregg Allman (Gregory Lenoir Allman, født 8. december 1947 i Nashville, Tennessee, død 27. maj 2017) var en amerikansk rock- og blues-sanger, keyboardspiller, guitarist og sangskriver, bedst kendt som medstifter af rockgruppen The Allman Brothers Band. 
Allman voksede op i Daytona Beach, Florida, og gik på Seabreeze High School sammen med sin ældre bror, Duane. Gregg begyndte at interessere sig for guitarer før sin bror, men mens Duane hurtigt blev en god guitarist, fokuserede Gregg mere på at synge.

## Dannelsen af Allman Brothers Band
I midten og slutningen af 1960'erne spillede Allman-brødrene i en række forskellige grupper, blandt andre The Escorts and Allman Joys, og de spillede især i det sydøstlige USA. I slutningen af 1960'erne flyttede The Allman Joys til Los Angeles i Californien, og fik pladekontrakt med Liberty Records, der omdøbte gruppen til The Hour Glass. Under stærk kontrol af pladeselskabet udgav gruppen et par psykedeliske bluesalbummer, som hele gruppen, og især Duane, var meget utilfreds med. Efter det andet album gik gruppen i opløsning og Duane flyttede tilbage til sydstaterne, hvor han arbejdede som studiemusiker ved FAME Studios i Muscle Shoals, Alabama. Med tiden dannede han en ny gruppe, der blev kendt som The Allman Brothers Band. Liberty Records mente, at Gregg Allman havde potentiale som solist, og tillod derfor The Hour Glass' opløsning på betingelse af at Gregg Allman blev i Californien og indspillede plader. Gregg Allman blev hurtigt træt af ordningen, og da hans bror ringede fra Jacksonville, Florida, i marts 1969 for at fortælle at han havde dannet en ny gruppe, men manglede en sanger, var Gregg parat til at deltage. Han havde længe ønsket at spille på hammondorgel og fik et, da han sluttede sig til gruppen. Han spillede på et Hammond B-3, var forsanger og stod for meget af gruppens sangskrivning, foruden lejlighedsvis at spille klaver og guitar.

## Solokarriere
Fra midten af 1970'erne havde Gregg Allman en solokarriere. Hans første album, Laid Back, blev udgivet i 1973 og fik positiv anmelderkritik. Albummet indeholder nogle omarbejdede Allman Brothers-sange, såsom en udgave af "Midnight Rider" med blæserinstrumenter, som blev nummer 19 på Billboards singlehitliste, samt nye sange som eksempelvis "Queen of Hearts", der ikke helt havde passet på et Allman Brothers-album. Albummet indeholder også et par coverversioner, som den traditionelle gospelsang "Will the Circle Be Unbroken?" og en udgave af den tidligere værelseskammerat i Californien, Jackson Brownes sang "These Days".
Allmans solokarriere fortsatte lejlighedsvist i de efterfølgende årtier, nogle gange med turnéer når Allman Brothers Band ikke turnerede. I solokarrieren, først med Gregg Allman Band og senere Gregg Allman & Friends, består albummenes numre af lange guitarsoloer, og Allman synger mere i stil med sine foretrukne soulsangere. Som på det første album er numrene på soloalbummerne en blanding af nye sange, omarbejdede Allman Brothers-sange og coverversioner af blues-, R&B- og soul-sange.
Hans største hitsingle, "I'm No Angel" (1987), stammer fra albummet af samme navn. Albummet fik guld for 500.000 solgte eksemplarer og førte til fornyet interesse for Gregg Allmans musik, som knap tre år senere gjorde at Allman Brothers Band blev gendannet.
Allman var gæstemusiker på album og koncertvideoer med et bredt udvalg af kunstnere, blandt andre koncert-dvd'en, der fejrede The Radiators 25-års jubilæum, hvor han spillede "Midnight Rider" med gruppen.
Som skuespiller havde Allman roller i filmene Rush Week (1989) og Rush (1991). Han havde også en kort gæsteoptræden i tegnefilmsserien Family Guy, i afsnittet "Let's Go to the Hop".

## Privatliv
Fra 1970'erne kæmpede Allman med afhængighed af primært kokain, DMT, heroin og alkohol. Siden midten af 1990'erne var han ude af afhængigheden. Han turnerede hvert år med Allman Brothers Band, der i 2003 udgav Hittin' the Note, dets første studiealbum i knap et årti.
Allman var gift mindst seks gange. Hans bedst kendte ægteskab var med sangeren og skuespilleren Cher, fra 1975 til 1979. De fik en søn sammen, Elijah Blue Allman, der har dannet sin egen gruppe, Deadsy. Parret arbejdede også sammen på et album, Two the Hard Way (under navnet Allman and Woman) i 1977. Det fik dårlig kritik og er ikke genudgivet. I sit første ægteskab med Shelley Kay Winters fik han sønnen Devon, der også er musiker og har dannet gruppen Honeytribe, og har optrådt med Allman Brothers Band et par gange. Datteren Layla Brooklyn er også forsanger i en gruppe. Inden sit første ægteskab fik Allman en søn med Mary Lynn Sutton, Michael Sean Allman, der også har sin egen gruppe, Hard Labor Creek.

## Diskografi som solist
- 1973 Laid Back
- 1974 Gregg Allman Tour (live)
- 1977 Two the Hard Way – som Allman and Woman (Cher)
- 1977 Playin' Up a Storm
- 1987 I'm No Angel
- 1988 Just Before the Bullets Fly – The Gregg Allman Band
- 1997 Searching for Simplicity
- 2002 20th Century Masters: The Millennium Collection (opsamling)
- 2002 No Stranger to the Dark: The Best of Gregg Allman (opsamling, med tre nye numre)
- 2011 Low Country Blues
- 2017 Southern Blood